# Ярославец (Тверская область)
Яросла́вец — деревня в Кимрском районе Тверской области России.
Входит в состав Печетовского сельского поселения.

## География и транспорт
Деревня Ярославец по автодорогам расположена в 40 км к северо-западу от города Кимры, в 48 км от железнодорожной станции Савёлово, и в 178 км от МКАД.
Деревня находится рядом с рекой Рудомошь и окружена массивом мелколиственных и хвойных лесов. Почва в деревне в большинстве своем относится к супесям, во многих местах присутствуют значительные залежи торфа. К северо-востоку от деревни находится Битюковское болото.
Ближайшие населённые пункты — деревни Горожанкино, Круглица, Ильино, Печетово и Шубино.

## История
Деревня Ярославец впервые появляется на карте Тверской губернии А. Менде 1853 г.
В 1931 г. деревня Ярославец вошла в состав Кимрского района, входящего в состав Московской области.
В 1935 г. деревня вошла в состав новообразованной Калининской области.
С начала 90-х гг. деревня была в составе Печетовского сельского округа (ликвидирован в 2006 г.).
В 2006 г. деревня Ярославец вошла в состав новообразованного Печетовского сельского поселения.

## Население
| 1859 | 2002 | 2010 |
| ---- | ---- | ---- |
| 121  | ↘28  | ↘14  |

## Учреждения
На момент 2018 г. жители деревни ездят в среднюю общеобразовательную школу деревни Неклюдово, а также в город Кимры. За медицинскими услугами — в Печетовский ФАП, а также в город Кимры.
Ближайший банкомат и отделение Сбербанка находятся в городе Кимры.